# Architecture scolaire

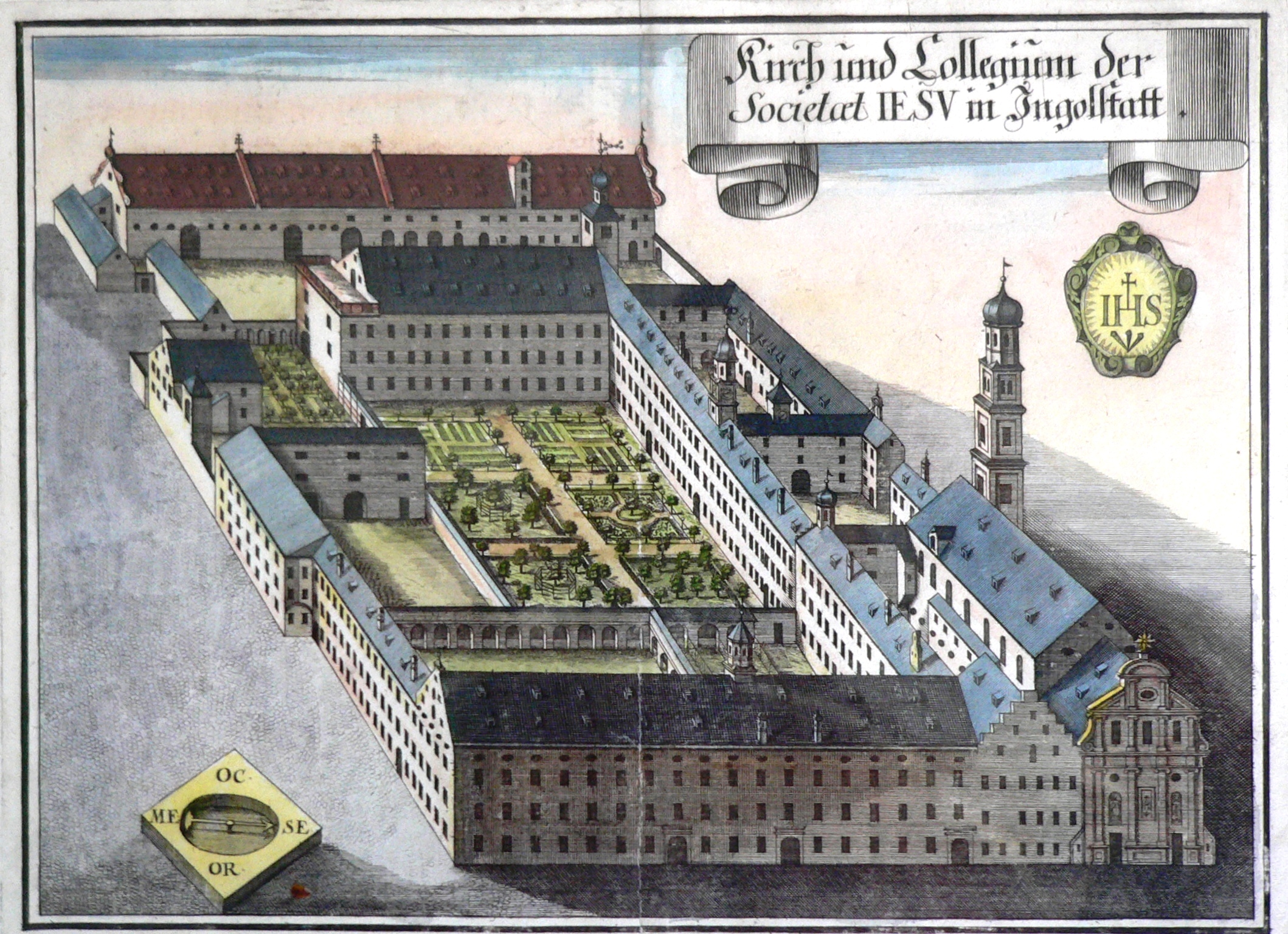
Un collège jésuite, celui d'Ingolstadt.

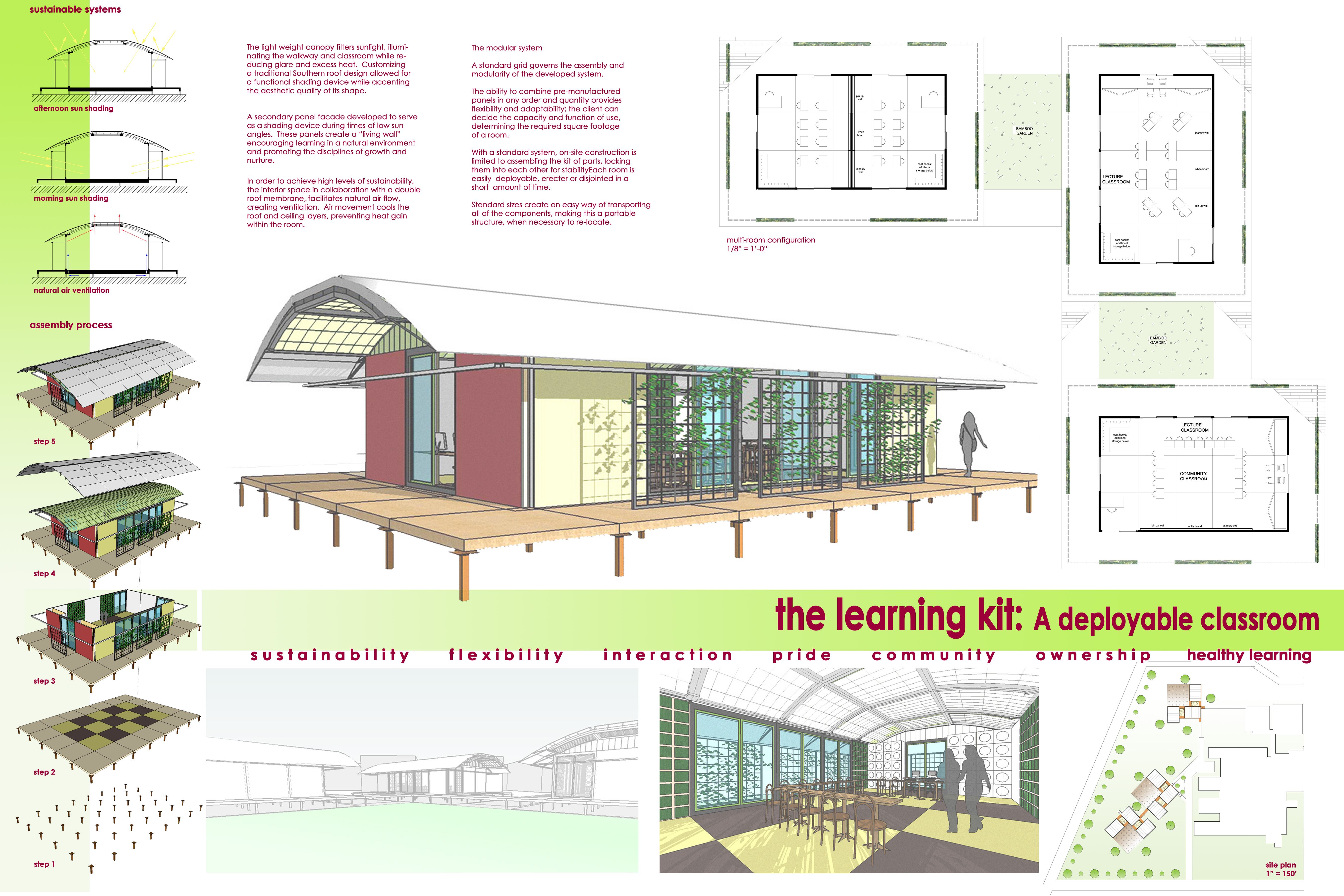
École en kit.

En Europe l'apparition de l'architecture scolaire à proprement parler date du XVIe siècle avec les collèges des Jésuites qui furent les premiers édifices conçus et construits en vue de servir à l'éducation de la jeunesse. Les architectes eux-mêmes étaient membres de cet ordre religieux.
Dès la fin du XVIIIe siècle les gouvernements civils commencent à prendre en charge l'enseignement de la jeunesse et la transmission du savoir. C'est alors que naît et se développe une architecture scolaire officielle.
Jusqu'alors, la plupart des constructions s'intégraient le plus souvent dans des bâtiments religieux (monastères, cathédrales) ou civils (granges, halles), sans avoir été construites spécialement pour la fonction éducative. Tout comme l'apprenti qui était formé dans l'atelier du maître, l'élève était formé dans le lieu de son futur destin religieux ou civil.
L'architecture scolaire est profondément chargée de l'idéologie du moment et témoigne souvent de l'ambition des pouvoirs en place à éduquer et former selon leurs critères une future élite et de l'avenir qu'elle lui destine. Ainsi les écoles palais, de style gothique, Renaissance ou Art nouveau, œuvres des meilleurs architectes, mettant les élèves en contact avec un cadre de vie chargé de culture. Actuellement un autre type d'architecture scolaire s'élabore comme les écoles en kit devant répondre rapidement au besoin de bâtiments scolaires.

## Occident

### Temps modernes
Les Temps modernes voient, dans le sillage d'Érasme et du mouvement humaniste, l'apparition des premiers ouvrages théoriques concernant l'éducation et la formation de la jeunesse. Dans leur foulée, un ordre religieux nouveau-né à l'époque de l'humanisme, celui des Jésuites met cette théorie en pratique et l'exprime en créant les premiers bâtiments scolaires, les Collèges, qui vont former un réseau éducatif inspiré par le Ratio Studiorum et étendu à travers toute l'Europe, d’ouest en est, dans les Amériques et même en Asie (Inde, Macao, Philippines). Ceux-ci sont construits comme une cité idéale, et sont entourés de hauts murs les séparant du monde extérieur. Ils sont régis par des lois internes animées par la spiritualité chrétienne, incarnée par l'église ouverte elle sur le monde extérieur. L'enseignement y est gratuit et ils ont l'ambition de former l'élite de l'époque. Et en effet, princes, rois, bourgeois et élites civiles qui formeront la noblesse des temps modernes ont d'abord été formés en ces lieux civilisateurs.

### Époque contemporaine
En 1832, l'architecte Auguste Bouillon réalise des plans d'écoles primaires ; c'est le premier recueil d'architecture scolaire en France. Si, dans ce pays, la loi Guizot en 1833 et les lois Falloux et Duruy, respectivement en 1850 et 1867, démocratisent l'éducation primaire pour les garçons et les filles, la plupart des locaux servant de classes sont souvent des locaux déjà construits pour d'autres commodités. À partir de 1871, des plans types sont dessinés par César Pompée et distribué aux administrations territoriales, dans une volonté de standardisation de l'architecture scolaire. À partir de 1870, Félix Narjoux écrit plusieurs ouvrages sur cette architecture. Des normes de constructions pour l'architecture scolaire sont définies en 1885, ainsi qu'en 1897 pour le mobilier et le matériel d'enseignement par l'application de la loi Goblet.
Durant les décennies 1950 et 1960, l'architecture scolaire est marquée par l'industrialisation due à l'explosion des effectifs et aux besoins de reconstructions. En dix ans, 74 000 classes élémentaires et maternelles sont construites en France, quand une école a généralement, à cette époque, entre 15 et 22 classes. Les classes sont construites sur un seul schéma, les fenêtres à gauche et le couloir central de 1,75 m à droite. Cette unité de 1,75 m sert de trame à l'ensemble du bâtiment y compris pour son apparence, une classe représentant cinq trames sur quatre.

#### Écoles ouvertes
Dans les années 1960 et 1970, les pouvoirs organisateurs d'écoles des États-Unis et de divers pays européens comme la Belgique ou la France appliquent une conception architecturale née en Angleterre et censée être en adéquation avec une pédagogie nouvelle, fondée sur le développement personnel de l'élève.  On construit ainsi des « écoles ouvertes » (dites couramment en Communauté française de Belgique les « écoles de l'an 2000 ») dont les classes ouvrant sur une agora sont dépourvues de murs ou de portes, ou sont clôturées d'un seul mur et de parois vitrées ouvrant sur le monde extérieur. Certaines écoles gardent des lieux où s'isoler, d'autres sont construites sans aucun mur intérieur — hormis pour les sanitaires — ce qui se révèle très perturbant, surtout si le corps enseignant garde une pédagogie traditionnelle.  Dans certains cas, comme à l'école fondamentale de Hermalle-sous-Huy, la construction ultérieure de cloisons ou murs vitrés va refermer l'aire ouverte en salles de cours traditionnelles.

## Liste d'architectes de constructions scolaires
Aux XIXe et début du XXe siècle, les meilleurs architectes furent sollicités pour créer le décor et le lieu de formation des élèves et les mettre ainsi directement en contact avec les arts.
- Joseph Poelaert (1817-1879), auteur en 1849-1851 de l'École communale n° 6, boulevard du Midi et en 1851-1853 de l'École communale n° 5, rue de Schaerbeek.
- Victor Horta (1861-1947) auteur en 1895-1899 du jardin d'enfants n°15 de Bruxelles-ville, 40 rue Saint-Ghislain.
- Henri Jacobs (1864-1935), auteur de 1894 à 1925 de plus d'une douzaine d'écoles de style éclectique ou Art nouveau.